# Lonchophylla mordax
O Lonchophylla mordax é uma espécie de morcego endêmico da América do Sul.

## Etimologia
O nome "Lonchophylla" é derivado do grego. "Loncho" significa "lança" e "phylla" significa "folha", podendo ser traduzido como "folha em forma de lança" .  Dessa forma, a escolha desse nome pode estar relacionada ao formato da folha nasal dos morcegos do gênero Lonchophylla, já que estes possuem folhas nasais longas e estreitas que se assemelham a lanças . O nome também pode estar relacionado ao primeiro par de incisivos superiores, que é comprido e espatulado. Já o termo "mordax" vem do latim, e possui o significado "ferroar, morder" .

## Taxonomia e sistemática
Pertencente à família Phyllostomidae, esta espécie integra a tribo Lonchophyllini, que engloba os gêneros Platalina, Lionycteris e Lonchophylla. Os membros desta tribo estão distribuídos pela região Neotropical, desde o sul da Nicarágua, abrangendo a América Central até o sul do Peru e sudeste do Brasil. A tribo Lonchophyllini é atualmente reconhecida como monofilética dentro da subfamília Glossophaginae, no entanto a sistemática da correlação dos três gêneros pertencentes à tribo ainda é um tópico de debates no meio taxonômico. 
A nível de espécie, antigamente era sugerido que Lonchophylla mordax e Lonchophylla concave eram o mesmo táxon, e a nomenclatura "Lonchophylla mordax concave" chegou a ser utilizada para as populações encontradas no Panamá. No entanto, comparações diretas de diversas características morfológicas revelam diferenças significativas entre as espécimes do Noroeste Sul-Americano e aquelas do leste da Bolívia e leste do Brasil. Embora ambas as espécies sejam semelhantes em tamanho e formato, as distinções mais notáveis residem na morfologia do rostro, palato, processo coronoide e último pré-molar superior. Consequentemente, considera-se que a espécie Lonchophylla concave está restrita ao Noroeste Sul-Americano e sudeste da América Central, enquanto as populações encontradas no Brasil e no leste boliviano são classificadas como parte da espécie Lonchophylla mordax. 

## Distribuição Geográfica e Habitat
A espécie do gênero Lonchophylla, Lonchophylla mordax, exibe uma ampla distribuição geográfica, principalmente centrada no Brasil, na região neotropical. Originalmente descrita a partir de exemplares coletados em Lamarão, estado da Bahia, no leste do Brasil, a distribuição do L. mordax já foi considerada para o leste Bolíviano e Brasileiro. No entanto, a espécie é atualmente reconhecida como endêmica do Brasil.

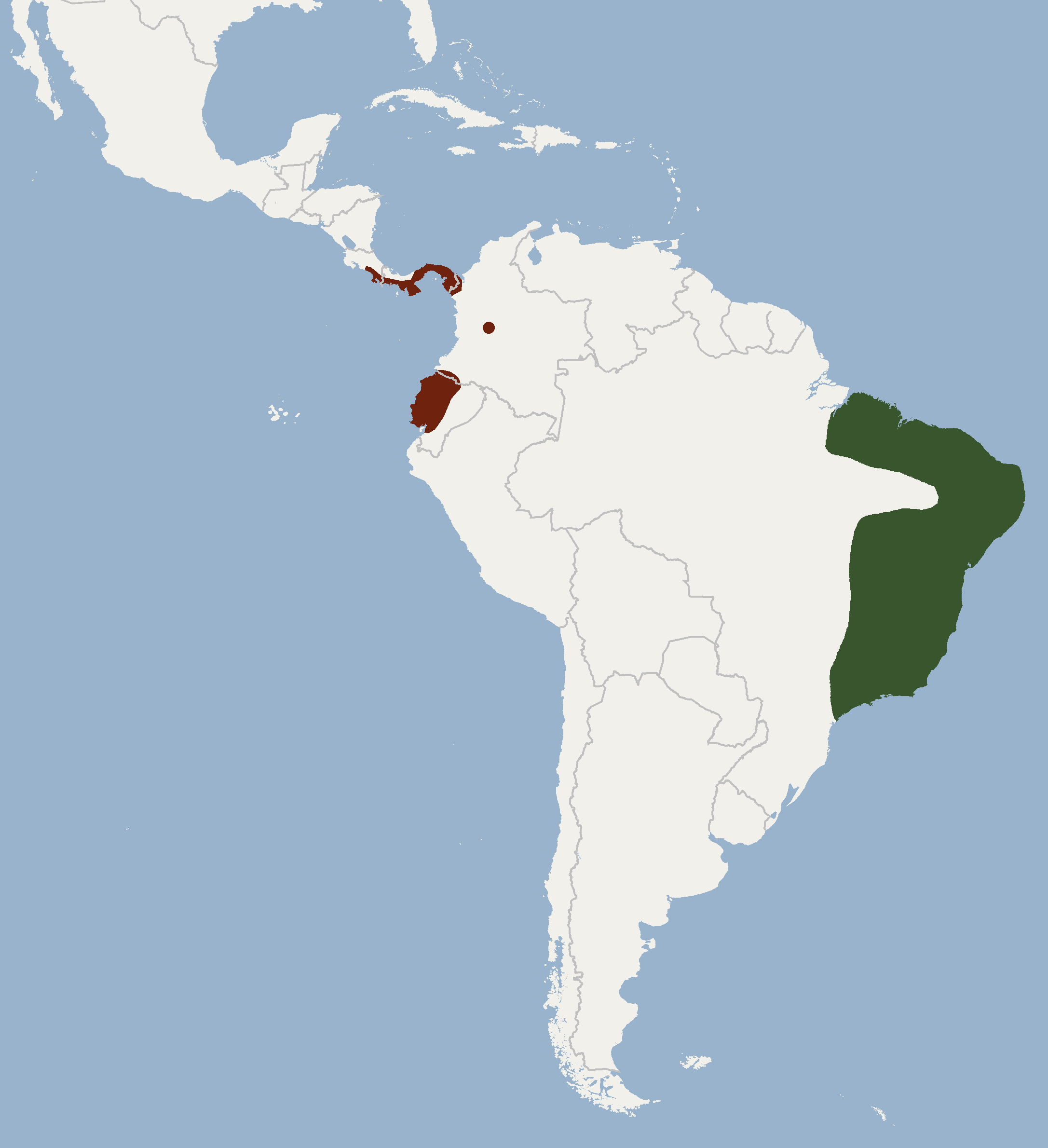
L. mordax é atualmente encontrada na América do Sul (região em verde). Tendo maior distribuição no Brasil.

A notável adaptação desta espécie a diferentes ecossistemas é evidenciada pelos registros que inicialmente sugeriam sua restrição ao leste da América do Sul. Esses registros abrangem desde a Floresta Amazônica no Norte do Brasil até habitats xéricos no Nordeste, estendendo-se ao sul para a Floresta Atlântica do Sudeste, incluindo áreas de transição entre esses biomas. 
Com registros que se estendem do nordeste ao sudeste do Brasil, Lonchophylla mordax foi documentada em diversos estados, incluindo Alagoas, Bahia, Ceará, Espírito Santo, Goiás, Maranhão, Mato Grosso do Sul, Pernambuco e São Paulo. Seu limite norte é registrado em Boa Vista, Paraíba (UFPB 1359) a 6.71S, 35.27W, com relatos sugerindo uma distribuição até Fortaleza, Ceará . O ponto mais meridional conhecido da distribuição é o município de Ribeirão Preto, São Paulo, conforme registrado por Pereira-Barreto e colaboradores (1968).  Destaca-se que Espírito Santo é a localidade mais ao sul com registro de exemplar de L. mordax.
Esta espécie demonstra notável adaptabilidade a diferentes ambientes, sendo documentada em ecossistemas variados, como a Caatinga, Cerrado, Mata Seca e Mata Atlântica. Preferindo florestas, cavernas e habitats subterrâneos não aquáticos como locais de abrigo, L. mordax é frequentemente encontrado em florestas altas e úmidas. Sua presença é marcante em habitats específicos, como planaltos elevados que sustentam florestas úmidas em regiões semiáridas.

## Área de ocorrência segundo a literatura
L. mordax é atualmente reconhecida como endêmica do Brasil, ocorrendo do nordeste ao sudeste do país, com registro em literatura para os estados de Alagoas, Bahia, Ceará, Espírito Santo, Goiás, Maranhão, Mato Grosso do Sul, Pernambuco e São Paulo. 

## Biologia e História Natural
Lonchophylla mordax é uma espécie de morcego encontrada em diversas regiões, apresentando variações em suas dimensões físicas. O crânio deste morcego pode medir entre 45 a 60 mm, enquanto sua cauda varia de 8 a 14 mm, e o antebraço entre 33,5 a 37,8 mm. Notavelmente, o antebraço destes morcegos é desprovido de pelos, assemelhando-se a outras espécies como L. dekeyseri, L. thomasi e Xeronycteris, as quais já foram confundidas anteriormente com Lonchophylla mordax.

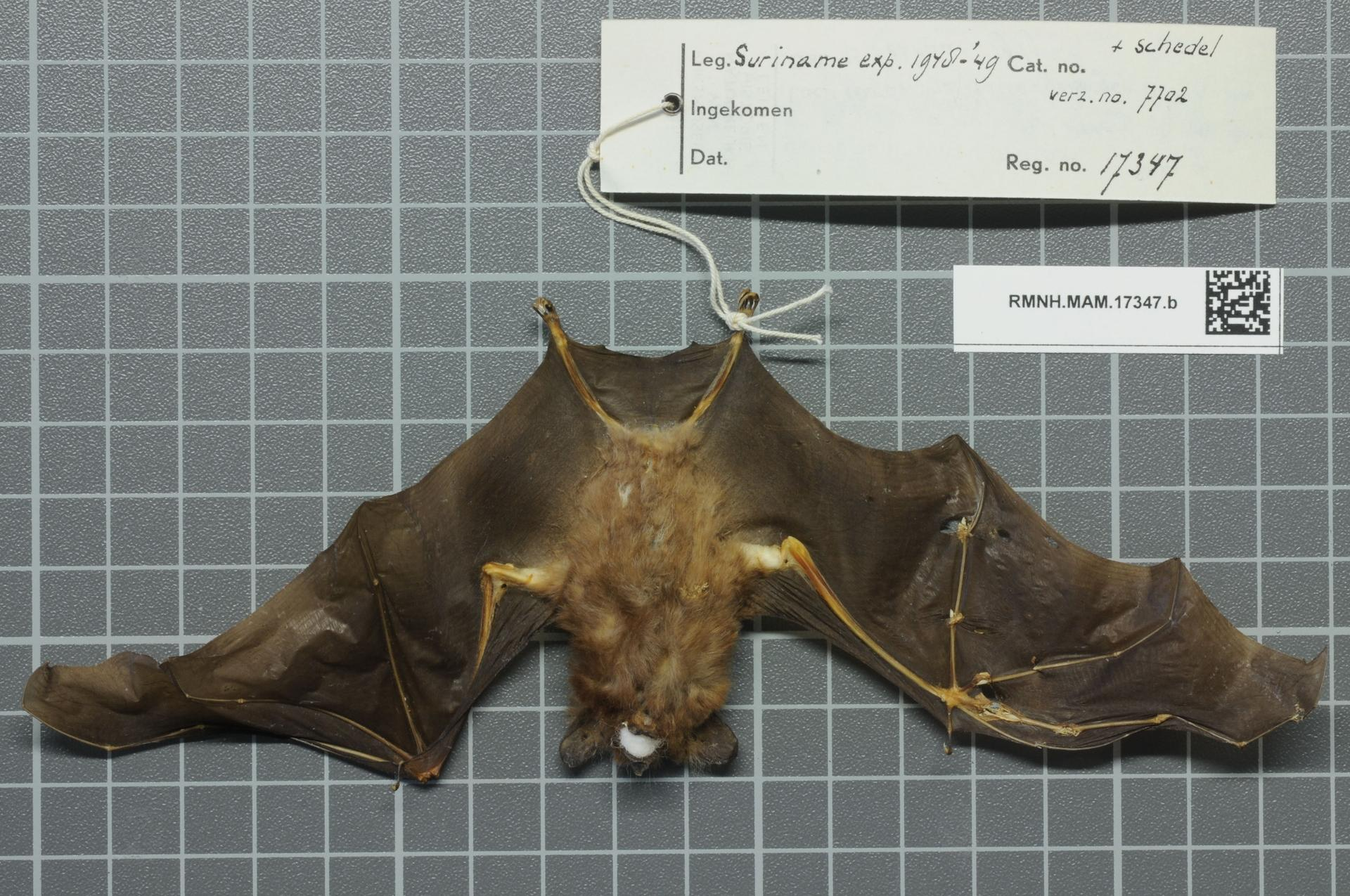
Lonchophylla thomasi
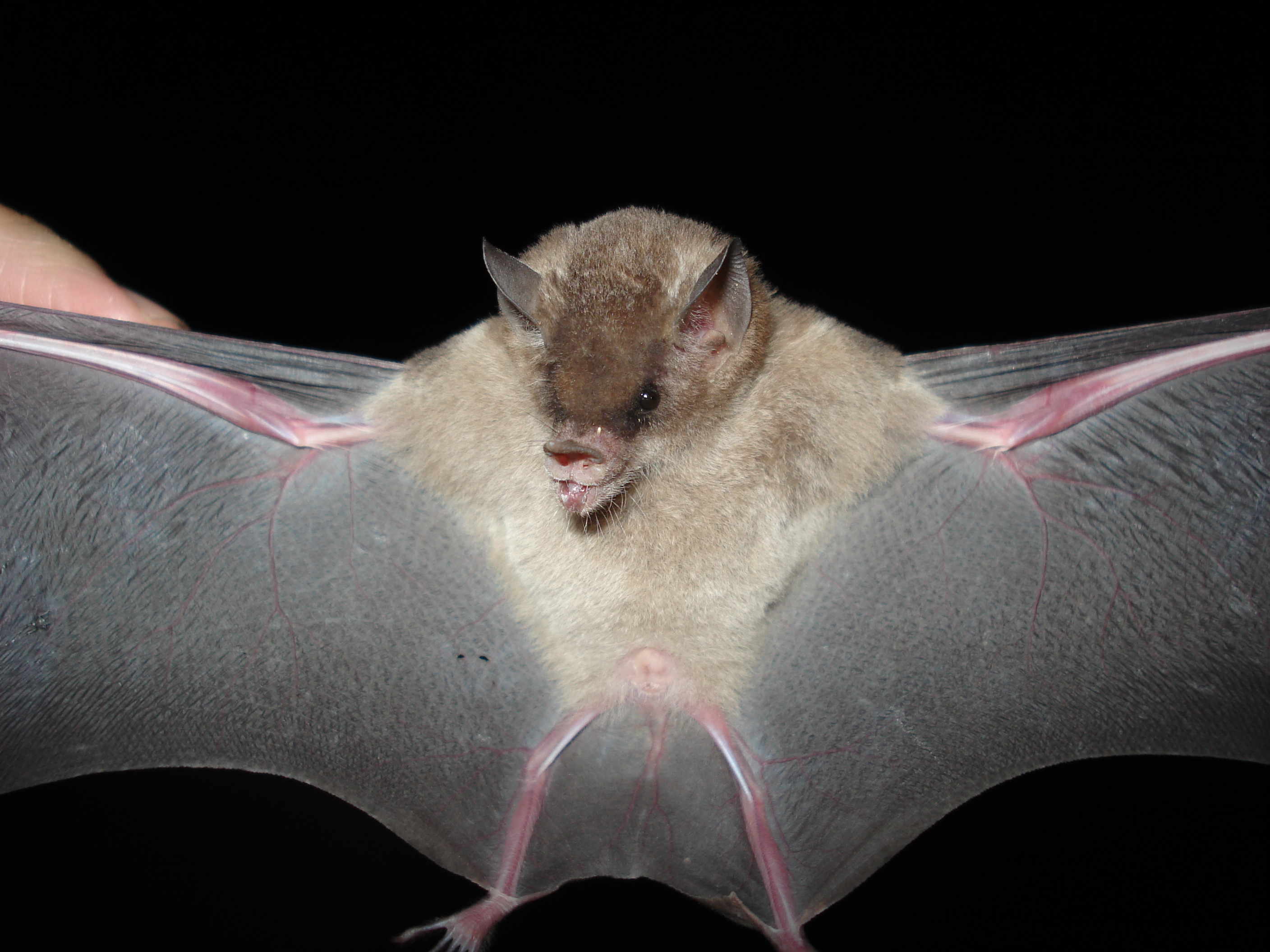
Lonchophylla dekeyseri
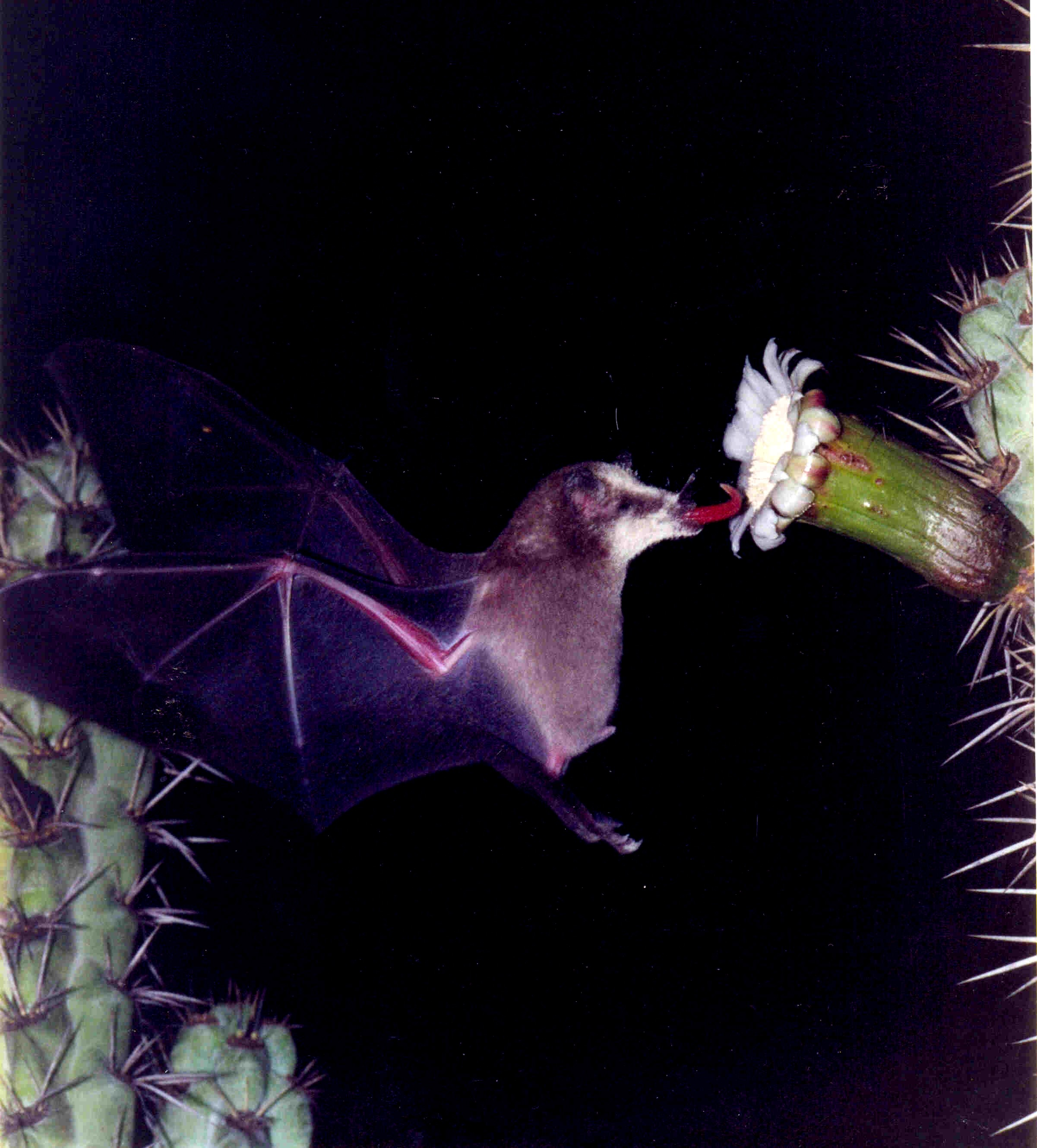
Lonchophylla mordax

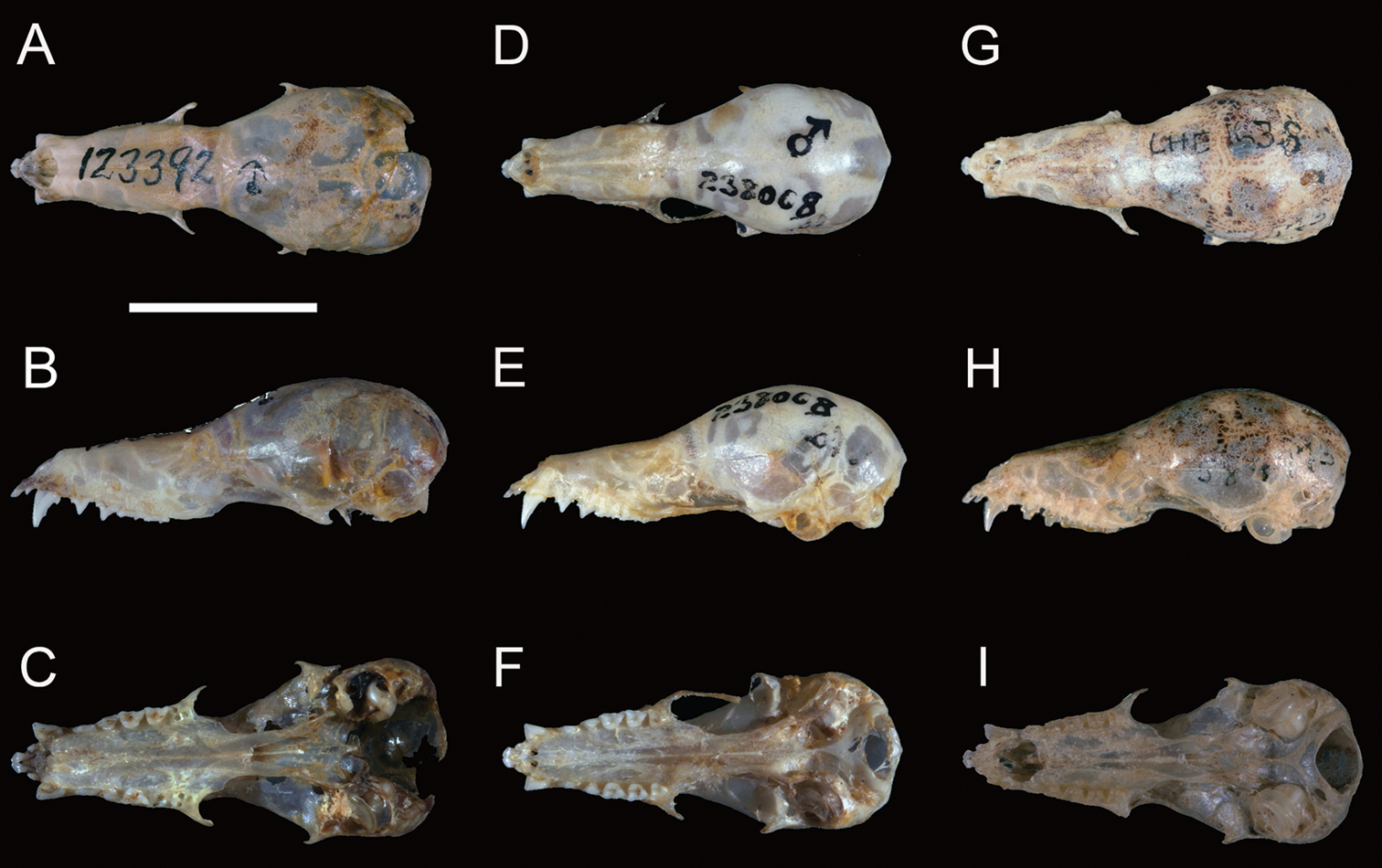
Comparação de crânios: L. mordax L. inexpectata L. dekeyseri (respectivamente)

A pelagem ventral deste gênero de morcegos pode variar dependendo da espécie, sendo que a L. mordax apresenta uma coloração marrom clara nessa região. Sua estrutura física guarda semelhanças com a Lonchophylla dekeyseri, diferindo principalmente nas medidas do antebraço, que é menor em L. mordax, e no crânio, que é mais robusto, maior e possui um rosto mais alongado.
É importante ressaltar que não há dimorfismo sexual entre os membros desta espécie. Devido à sua dieta nectarívora, a dentição é reduzida e o focinho é alongado para facilitar a alimentação. Além disso, possuem uma língua extensa, adaptada para a coleta de néctar.
No que diz respeito ao ciclo de vida e reprodução, observa-se que as fêmeas tendem a engravidar entre os meses de julho e fevereiro, enquanto os jovens são mais frequentemente encontrados nos meses de julho e agosto. O período principal de nascimento destes morcegos costuma ocorrer entre o final do período seco e o início do período chuvoso. 
Como as outras 13 espécies descritas do gênero Lonchophylla, o L. mordax é um morcego nectarívoro, portanto apesar de se alimentar de frutos e insetos, há uma preferência pelo néctar das flores. Alguns estudos mostram que sua dieta de néctar é generalista, sugerindo uma adaptação evolutiva relevante para a sobrevivência da espécie, enquanto outros pesquisadores acreditam que ele deva ser categorizado como um cactófilo oportunista.

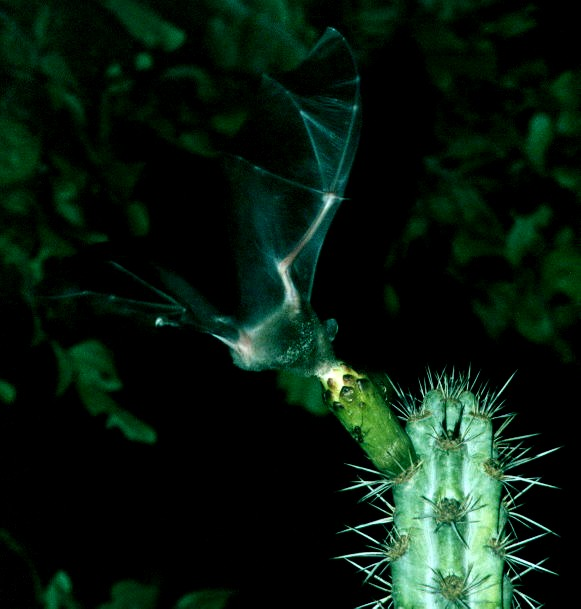
L. mordax se alimentado do néctar de uma cactacea.

Devido aos seus hábitos alimentares, esse morcego desempenha um papel ecológico muito importante como polinizador noturno, como por exemplo para o Xiquexique tuberculatus, um cacto de antese noturna endêmico da caatinga nordestina. Outras espécies de cactos como Micranthocereus purpureus, Pilosocereus chrysostele, P. catingicola e P. pachycladus também servem de alimento ao L. mordax e consequentemente são polinizadas por ele.
Além disso, é comprovado que a disponibilidade de recursos florais de Cactaceae, afetam positivamente a probabilidade de ocorrência de lactação nos indivíduos, reforçando a relação entre essa espécie e a família dos cactos.
Relação parasitismo
Aparentemente, a espécie tem uma relação relevante com a família Streblidae, visto que um estudo mostrou que 70% dos indivíduos são parasitados pelas moscas e isso afeta sua condição corporal.

## Status de conservação
O status de conservação de Lonchophylla mordax, conforme avaliado pela IUCN, revela que a espécie está atualmente classificada como "quase ameaçada". Esse status é indicativo de uma preocupação crescente com a preservação dessa espécie. Uma das principais ameaças que contribuem para esse status é a degradação dos habitats específicos localizados na parte oriental da cordilheira, com ênfase na região da Caatinga.
 

A degradação desses habitats resulta principalmente da exploração humana das áreas cársticas. Os terrenos cársticos são caracterizados pela dissolução de rochas solúveis, como calcário e dolomita, resultando em uma paisagem com características distintas, como cavernas, dolinas e rios subterrâneos. Essas formações são fundamentais para a sobrevivência de L. mordax e outras espécies que dependem de cavidades naturais subterrâneas como abrigo. A exploração humana dessas áreas cársticas pode envolver atividades como mineração, extração de recursos hídricos, turismo descontrolado e urbanização inadequada.

Fatores de risco para o L. mordax
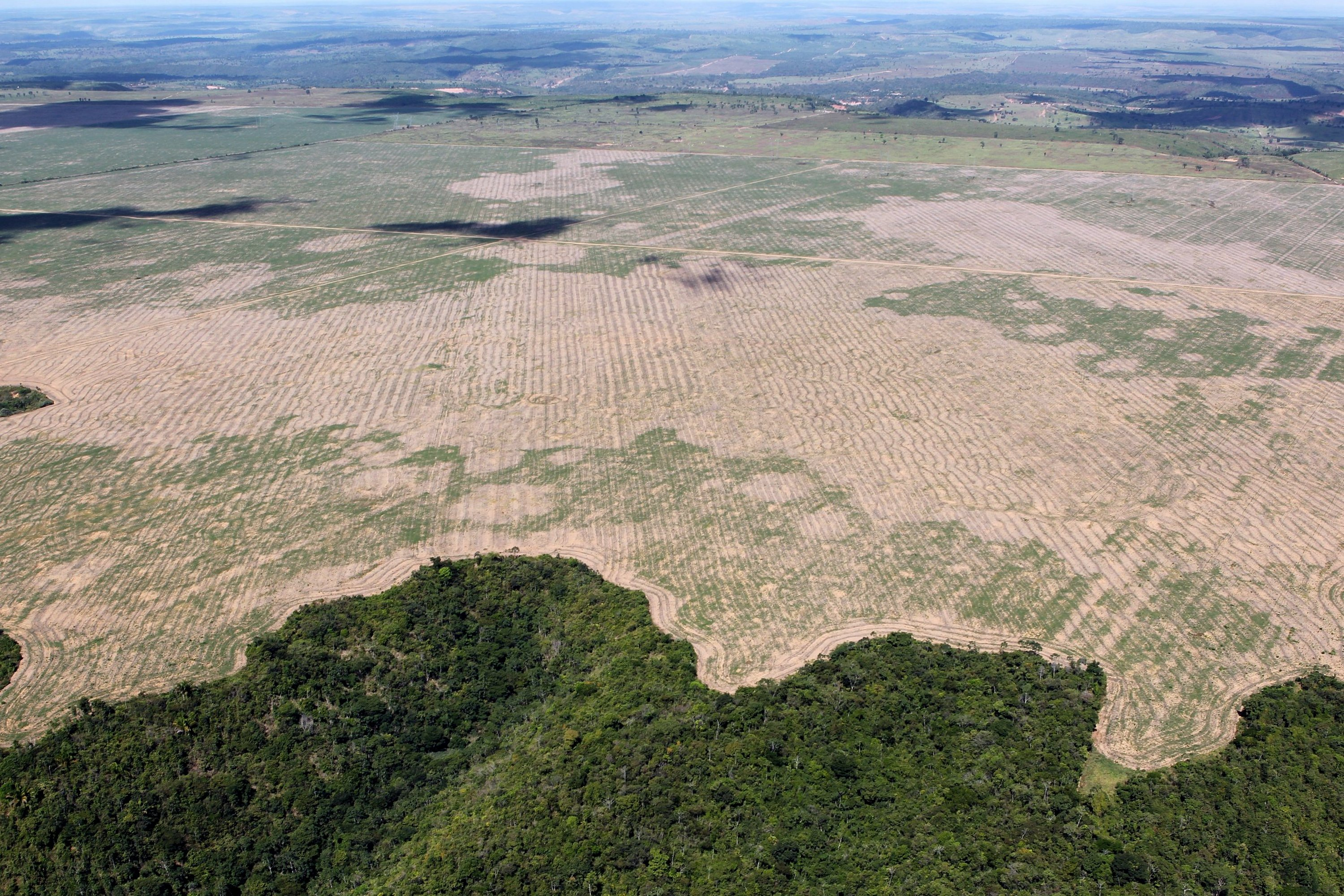
Desmatamento e fragmentação de habitat.
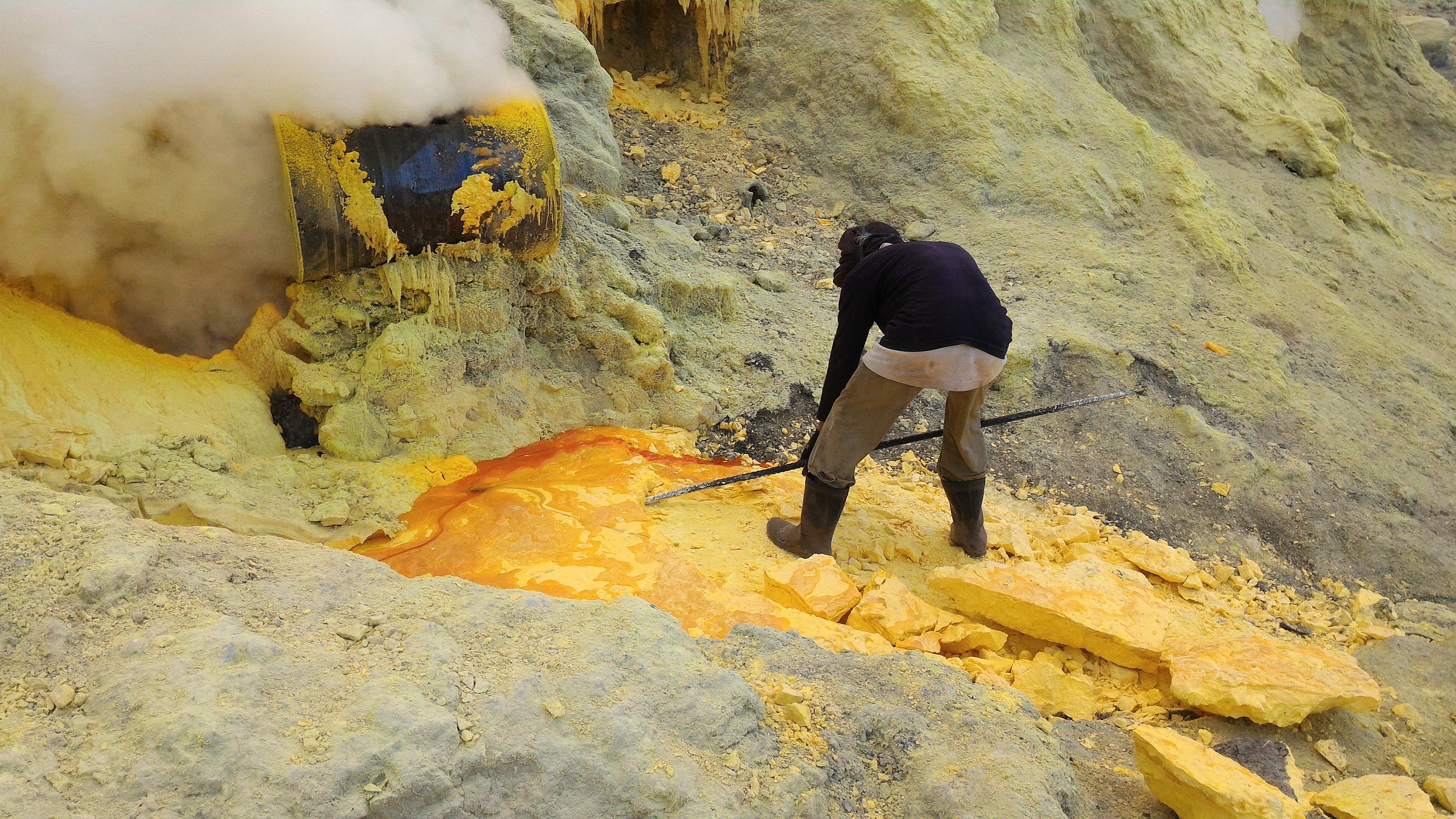
Mineração próxima de cavernas.
- Turismo descontrolado em cavernas.

Essas atividades exercem uma pressão significativa sobre o habitat da espécie, levando à destruição ou fragmentação do habitat e interferindo diretamente na disponibilidade de abrigos naturais para L. mordax. Além disso, a exploração humana das áreas cársticas também pode causar perturbações nos ecossistemas subterrâneos, afetando a disponibilidade de recursos alimentares e a qualidade do habitat para a espécie. Isso pode levar a uma diminuição da abundância populacional e da viabilidade da espécie a longo prazo.
Uma das ações essenciais para a conservação de L. mordax é a proteção efetiva de suas áreas de habitat. Isso pode ser alcançado através da implementação de medidas de proteção da terra e da água, com foco na preservação dos locais e áreas críticas para a sobrevivência da espécie. Isso envolve a identificação e delimitação precisa das áreas de ocorrência da espécie, bem como a criação e gestão de unidades de conservação (UCs) que abranjam esses habitats. Dentro dessas UCs, é fundamental implementar estratégias de monitoramento e fiscalização para garantir a efetiva proteção das áreas-chave para a espécie.
Além disso, é importante estabelecer parcerias com proprietários de terras privadas para promover práticas de manejo sustentável que favoreçam a conservação do habitat de L. mordax. Isso pode incluir incentivos financeiros, capacitação e assistência técnica para a implementação de práticas agrícolas e de uso da terra que minimizem os impactos negativos sobre a espécie e seu habitat.

## Aspectos culturais

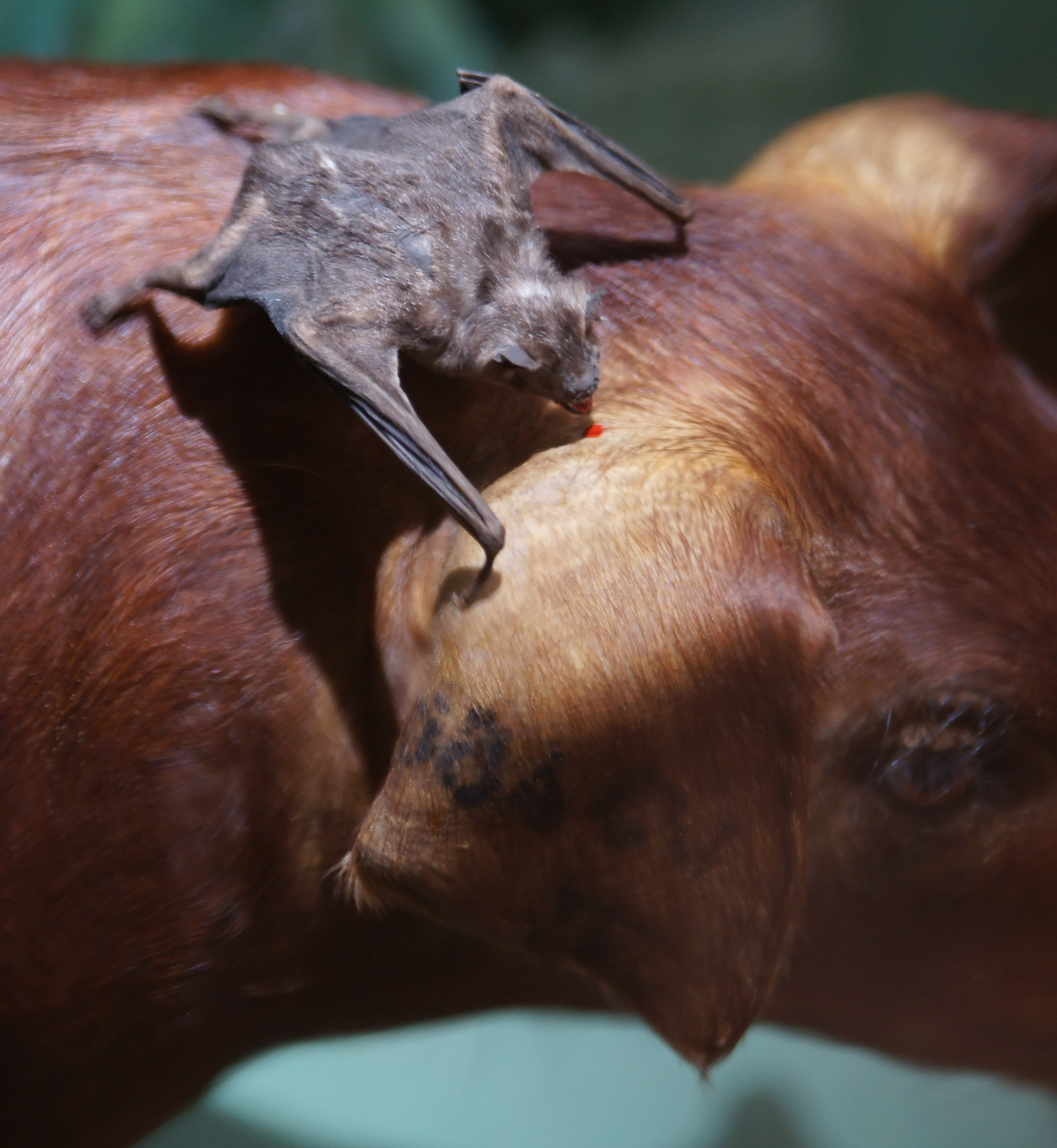
Desmodus rotundus se alimentando.

Desde tempos antigos e em várias regiões do mundo, os morcegos têm ocupado um lugar no imaginário coletivo, permeando rituais de diferentes civilizações. A curiosidade e imaginação humanas são despertadas pelos mistérios que cercam esses animais devido às suas características biológicas e ecológicas singulares. Sendo os únicos mamíferos capazes de voar e os hábitos de repouso pendurados de cabeça para baixo em cavernas, ocos de árvores e outros locais, os morcegos saem em busca de alimento durante o crepúsculo e a madrugada. Algumas espécies da América Latina, como Desmodus rotundus, Diphylla ecaudata e Diaemus youngi, alimentando-se do sangue de outros animais, adquiriram a fama popular de vampiros, alimentando ideias fantasiosas até os dias atuais.
Antes da descoberta do Novo Mundo, no entanto, não havia relatos de morcegos atacando humanos no Antigo Continente. As superstições sobre a possível relação entre morcegos e seres sobrenaturais eram alimentadas apenas por lendas e crenças. As representações de vampiros, como o lendário Conde Drácula, difundiram-se pelo mundo após o século XVIII, consolidando a conexão entre morcegos e o sobrenatural.

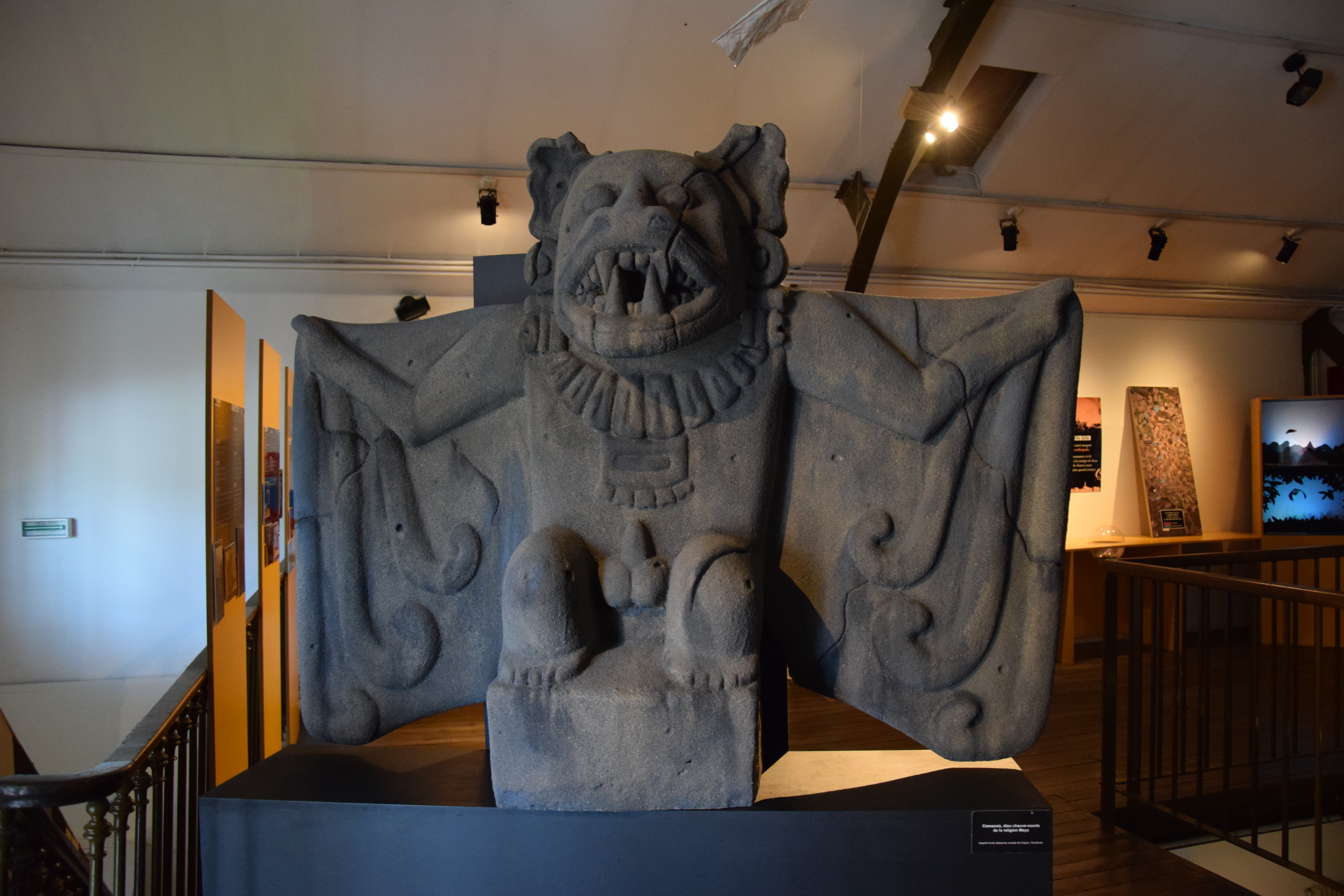
Representação do deus maia Camazotz.

Estudos arqueológicos na América Latina revelaram relações místicas entre as culturas pré-hispânicas e os morcegos, especialmente as espécies hematófagas, que eram diferenciadas das outras. Segundo esses estudos, o deus morcego dos Maias, Camazotz, estava associado à morte de pessoas atacadas por ele. Representações desse deus vampiro foram encontradas em artefatos como vasos de argila, simbolizando a ligação entre morcegos e a esfera sobrenatural.
Em muitas culturas, os morcegos são associados a males que afetam crianças, morte e sentimentos negativos. No entanto, há também exemplos de culturas, como a chinesa, que consideram os morcegos símbolos de felicidade e fertilidade.
Narrativas folclóricas de povos indígenas brasileiros atribuem natureza sobrenatural aos morcegos, associando-os ao fogo e ao tabaco. Benson (1993) interpreta essa associação como resultado de fenômenos como combustões espontâneas das fezes de morcegos em cavernas e a formação de grandes grupos que se assemelham a nuvens de fumaça. Além disso, há lendas específicas de tribos como os Jê e os Bororo que destacam a importância simbólica dos morcegos em suas tradições.
Uma revisão abrangente das relações entre humanos e morcegos, desde referências na Bíblia até artefatos pré-colombianos e tradições orientais, foi apresentada por Tupinier (1989). A autora aborda a representação dos morcegos em diversos contextos, desde objetos industriais até crenças e superstições, destacando como esses animais foram retratados ao longo da história como seres com poderes mágicos e sobrenaturais.

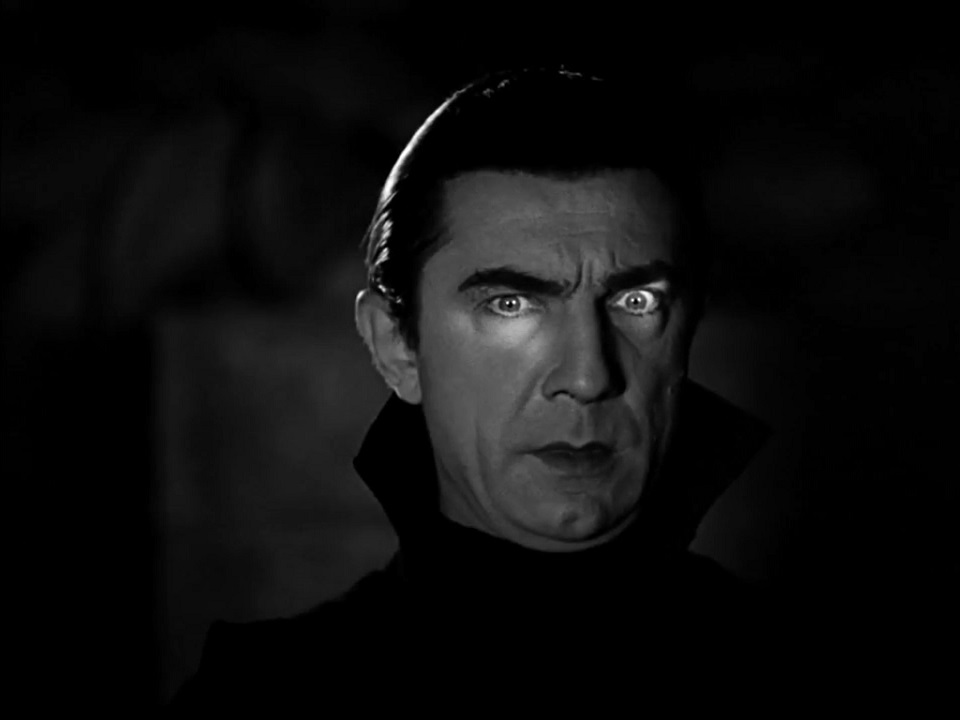
Filme "Drácula" de Tod Browning (1931).

Os morcegos sul-americanos foram chamados de vampiros em referência à antiga lenda dos mortos-vivos originada na Europa Central. Voltaire, de maneira irreverente, definiu o vampirismo no seu Dicionário Filosófico como mortos que saíam dos túmulos à noite para sugar o sangue dos vivos, causando o enfraquecimento destes e o fortalecimento daqueles. Essa terrível tradição foi divulgada universalmente por um inglês no fim do século XIX, com a publicação do famoso livro "Drácula" em 1897, logo após uma outra história de vampiros escrita pelo irlandês Sheridan Le Fanu, "Carmilla", em 1871. Ambos os livros se baseiam nas tradições da Europa Central, sendo que o vampiro de Le Fanu é uma mulher descendente de uma longa linhagem de nobres amaldiçoados, enquanto o Conde Drácula é um voivode da Idade Média que sobrevive até o século XIX e decide emigrar para a Inglaterra, onde encontra suas vítimas.

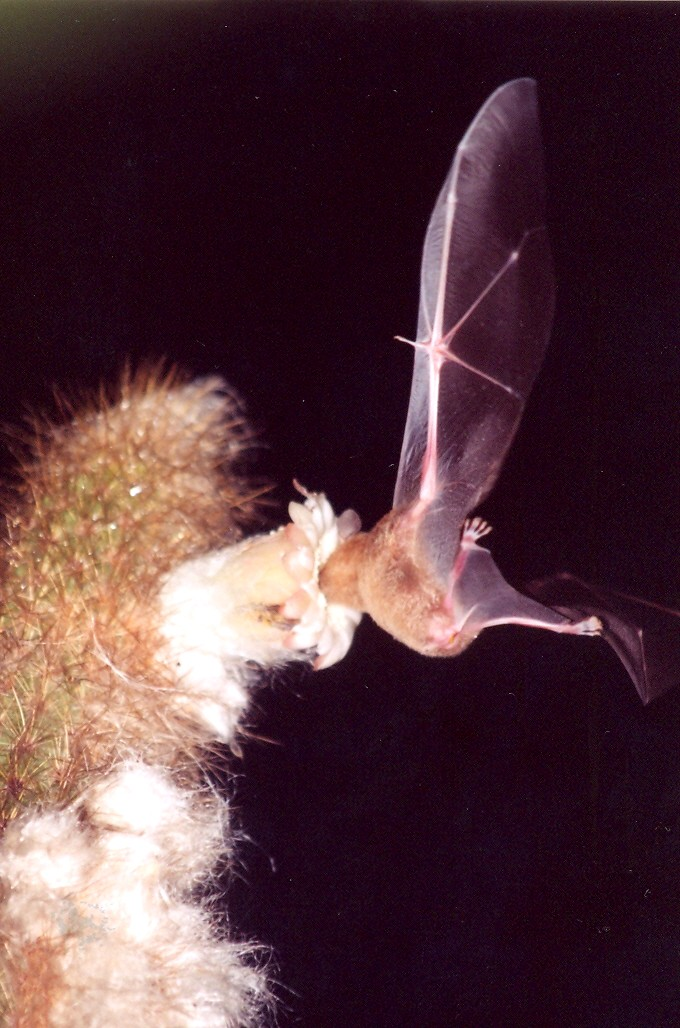
Morcegos são muito importantes para a ecologia já que podem atuar como polinizadores noturnos.

No romance extenso de "Drácula", apenas algumas páginas estabelecem a ligação entre vampiro e morcego. O primeiro filme inspirado em Drácula, "Nosferatu" de Murnau (1922), segue de perto o enredo de Bram Stoker e dá pouco destaque ao morcego. No entanto, é a partir do filme "Drácula" de Tod Browning (1931), com Bela Lugosi no papel principal, que o morcego passa a ser associado como o animal-símbolo do vampiro na cultura popular. Essa associação, portanto, é relativamente recente na arte ocidental, mas se firmou devido a um longo histórico de suspeita em relação aos morcegos. Na Idade Média europeia, embora desconhecesse espécies como o Desmodus, quando representavam o demônio, frequentemente lhe atribuíam asas de morcego, em contraste com as asas radiantes dos anjos. Essa associação persiste mesmo em representações mais simplificadas do demônio, onde as asas do morcego continuam presentes.

Frequentemente, a importância ecológica dos morcegos é negligenciada, e esses animais são lembrados principalmente como pragas e transmissores de doenças. No entanto, inúmeros mitos e narrativas fantasiosas contribuem para uma percepção distorcida sobre esses mamíferos.